# Pierre Nicolas Desmolets
Pierre Nicolas Desmolets, né en 1678 à Paris et mort le 23 avril 1760, est un bibliothécaire et historiographe oratorien français.

## Biographie
Après avoir effectué de bonnes études à Senlis et au collège Mazarin, Desmolets s’attacha à la congrégation de l'Oratoire, dont il prit l'habit le 2 septembre 1701. Sa rare modestie, son affabilité, son zèle pour les exercices et le bien de la maison lui concilièrent l’affection de ses supérieurs et de ses confrères. Il contracta une étroite amitié avec les pères Malebranche, Lami, de la Risse, Pouget et autres Oratoriens de mérite, et il termina une partie de leurs ouvrages. Ces nombreux travaux consistent en des éditions et des recueils d'érudition exécutés avec le plus grand soin.

## Publications
Il a donné des éditions et des recueils, entre autres :
- le premier volume de l'Historia ecclesise parisiensis, de Gérard Dubois, 1710 ;
- divers Traités de Bernard Lamy, 1720 ;
- une édition de la Bibliotheca sacra de Jacques Lelong, 1723, 2 vol. in-f°.

Il a dirigé :
- la suite des Mémoires de littérature et d'histoire de Albert-Henri de Sallengre, 1726, 11 volumes in-12 ;
- la traduction de l’Histoire de l'Empire Othoman, où se voyent les causes de son agrandissement et de sa décadence de Dimitrie Cantemir, par le Père de Joncquières, commandeur, chanoine régulier de l'ordre hospitalier du Saint-Esprit de Montpellier, 1743.

## Sources
- Jules de Gaulle et Charles Nodier, Nouvelle histoire de Paris et de ses environs, Paris, Pourrat, 1839 (lire en ligne), p. 414-5.